# Сборная Словакии по регби
Сборная Словакии по регби представляет Словакию в международных матчах по регби-15 высшего уровня. В сезоне 2012/14 Словакия выступает в третьем дивизионе Кубка европейских наций. Национальная федерация Словакии является ассоциированным членом IRB, но не представлена в мировом рейтинге сборных команд. Тем не менее, словацкая федерация признана ведущей европейской организацией — FIRA-AER.

## История
Словакия провела свой первый матч осенью 2006 года. Словаки встретились со сборной Монако и уступили со счётом 0:6. Интересно, что в составе монегасков находились игроки, не имевшие на это права, ввиду чего словакам были присуждены турнирные очки.
В 2009 году сборная выбыла из числа участников европейского турнира по финансовым причинам. Через год команда вернулась в лигу и сейчас выступает в низшем, третьем дивизионе.
Ранее словацкие регбисты представляли сборную Чехословакии.

## Результаты
По состоянию на 18 июня 2013 года.
| Соперник             | Матчи | Победы | Поражения | Ничьи | Доля побед |
| -------------------- | ----- | ------ | --------- | ----- | ---------- |
| Азербайджан          | 2     | 2      | 0         | 0     | 100 %      |
| Босния и Герцеговина | 2     | 0      | 2         | 0     | 0 %        |
| Греция               | 1     | 0      | 1         | 0     | 0 %        |
| Республика Кипр      | 1     | 0      | 1         | 0     | 0 %        |
| Монако               | 2     | 1      | 1         | 0     | 50 %       |
| Турция               | 1     | 0      | 1         | 0     | 0 %        |
| Всего                | 9     | 3      | 6         | 0     | 33 %       |